# Gangzi (socken i Kina, Hebei)
Gangzi (kinesiska: 岗子满族乡, 岗子) är en socken i Kina. Den ligger i provinsen Hebei, i den norra delen av landet, omkring 200 kilometer nordost om huvudstaden Peking. Antalet invånare är 7 427. Befolkningen består av 3 589 kvinnor och 3 838 män. Barn under 15 år utgör 17,0 %, vuxna 15-64 år 73 %, och äldre över 65 år 9,0 %.
Genomsnittlig årsnederbörd är 737 millimeter. Den regnigaste månaden är juni, med i genomsnitt 203 mm nederbörd, och den torraste är januari, med 2 mm nederbörd.